# Драчища
Дра̀чища (на гръцки: Μελισσοχώρι, Мелисохори, катаревуса Μελισσοχώριον, Мелисохорион, до 1953 година Δράτσιστα, Δρατσίστα, Драциста) е обезлюдено село в Република Гърция, разположено на територията на дем Бук (Паранести) в област Източна Македония и Тракия.

## География
Драчища се намира на 720 m надморска височина в северните склонове на Коджадаг южно над язовирите на река Места. Васил Кънчов го определя като чечко село, попадащо в Драмския Чеч.

## История

### Етимология
Според Йордан Н. Иванов името е патронимично от личното име Драчо, кръстоска между Драган и Рачо или от Драгачо > Драчо.

### В Османската империя
В подробен регистър на тимари и хасове във вилаетите Кара су, Драма, Зъхна, Кешишлик, Сироз, Неврокоп, Тимур хисар и Селяник от 1478-1479 година поименно са изброени главите на домакинства в Драчища са регистрирани 9 мюсюлмани и 15 немюсюлмански домакинства. В подробен регистър на санджака Паша от 1569-70 година е отразено данъкоплатното население на Драчища както следва: мюсюлмани – 105 семейства и 45 неженени.
Съгласно статистиката на Васил Кънчов („Македония. Етнография и статистика“) към 1900 година Драчища е българо-мохамеданско селище. В него живеят 368 българи-мохамедани в 100 къщи. Кънчов също така отбелязва, че селото се управлява от един мюдюрин, чието седалище се намира в село Бук и е зависим от драмския каймакам.

### В Гърция
След Междусъюзническата война в 1913 година Драчища попада в Гърция. Според гръцката статистика, през 1913 година в Драчища (Δρατσίστα) живеят 587 души. През 1923 година като мюсюлмани населението на Драчища е изселено в село Селемелик, Бафра във виалет Самсун, Турция по сила на Лозанската конференция. На тяхно място в Драчища са заселени около 60 семейства гърци бежанци - общо 208 души. В 1940 година броят им се покачва на 521.
Селото е обезлюдено в периода на Гражданската война в Гърция (1946 - 1949), когато населението е изселено във вътрешността. След края на войната много от жителите му не се връщат. През 1953 година името на селото е сменено от Драциста (Δρατσίστα) на Мелисохорион (Μελισσοχώριον). През 60-те години селото е обезлюдено и землището му е присъединено към това на Бук.
| Година    | 1913 | 1920 | 1928 | 1940 | 1951 | 1961 | 1971 | 1981 | 1991 | 2001 | 2011 | 2021 |
| --------- | ---- | ---- | ---- | ---- | ---- | ---- | ---- | ---- | ---- | ---- | ---- | ---- |
| Население | 587  | 431  | 208  | 521  | 175  | 127  |      |      |      |      |      |      |